# جاناتان روان
جاناتان روان (انگلیسی: Jonathan Rowan؛ زادهٔ ۲۹ نوامبر ۱۹۸۱) بازیکن فوتبال اهل بریتانیا است.
از باشگاه‌هایی که در آن بازی کرده‌است می‌توان به باشگاه فوتبال گینزبورو ترینیتی، باشگاه فوتبال کترینگ تاون، باشگاه فوتبال اوست تاون، باشگاه فوتبال گریمزبی تاون، باشگاه فوتبال بوستون یونایتد، باشگاه فوتبال کیدرمینستر هاریرس، و باشگاه فوتبال بوستون تاون اشاره کرد.